# Empheremyia leopoldiensis
Empheremyia leopoldiensis är en tvåvingeart som först beskrevs av Brauer 1897.  Empheremyia leopoldiensis ingår i släktet Empheremyia och familjen parasitflugor. Inga underarter finns listade i Catalogue of Life.